# Incendie de l'hôpital de Nassiriya
 (juillet 2021).
L'incendie de l'hôpital de Nassiriya est un incendie survenu le 12 juillet 2021 dans le service d'isolement COVID-19 de l'hôpital universitaire d'Al-Hussein à Nassiriya, dans le district de Nassiriya (en), dans le gouvernorat de Dhi Qar, en Irak. L'incendie a fait au moins 92 morts et 100 autres personnes ont été blessées.

## Contexte
Trois mois auparavant, une nouvelle salle a été construite pouvant accueillir 70 lits à l'hôpital universitaire Al-Hussein de Nassiriya. Après des années de violence, la plupart du système de santé irakien a été caractérisé comme étant dans de mauvaises conditions.

## Incendie
Le 12 juillet 2021, un incendie s'est déclaré dans une installation de quarantaine COVID-19, à l'hôpital Al-Hussein de la ville de Nassiriya. Un médecin de l'hôpital qui a parlé à Reuters sous couvert d'anonymat, a suggéré que l'hôpital manquait de mesures de sécurité telles qu'une alarme incendie ou un système de gicleurs. Des rapports ont montré que l'incendie a été déclenché par un câble électrique défectueux, exacerbé par des bouteilles d'oxygène qui ont peut-être explosé.